# Rüdiger Gamm
Rüdiger Gamm (Welzheim, 10 luglio 1971) è un calcolatore prodigio tedesco che possiede incredibili facoltà di calcolo mentale.
Sembra che le sue doti derivino innanzi tutto da una condizione genetica: per eseguire i complessi calcoli matematici Gamm utilizzerebbe una parte del cervello che normalmente viene utilizzata per altre mansioni.
Il suo più grande talento è di riuscire a calcolare elevamenti a potenza estremamente grandi. Durante la coppa del mondo di calcolo mentale del 2008 a Lipsia, ha effettuato il calcolo di 81100 in circa due minuti e trenta secondi. Ha ottenuto un buon risultato anche nella classifica generale, terminando al 5º posto su 36 concorrenti.
Rüdiger Gamm ha partecipato ad alcuni programmi televisivi, quali Discovery Channel, Voyager e Superbrain, dove ha dato prova delle sue doti.
Gamm dà seminari come allenatore mentale. Assieme alla sua compagna Alexandra Ehlert, in febbraio 2008 ha pubblicato il suo primo libro, con l'editrice Heyne-Verlag: Train your brain. Die Erfolgsgeheimnisse eines Gedächtniskünstlers.